# Saikano
Saishū Heiki Kanojo (最終兵器彼女 lit. Mi novia, el arma definitiva?), más conocida simplemente como Saikano, es una serie japonesa de manga y anime realizada por Shin Takahashi. El manga posee 7 volúmenes y el anime consta de 13 episodios. Además posee 2 OVA titulados Saikano Another Love Song.
El manga en España es conocido como Mi novia, el arma definitiva o en inglés, She, The Ultimate Weapon.
En Latinoamérica, se transmitió en Animax a partir del 10 de mayo de 2006. Fue retirada el 29 de septiembre de 2008 siendo reemplazado por Montecristo.

## Argumento
Esta historia se desarrolla a inicios de la tercera guerra mundial, en una pacífica ciudad de Japón en la isla Hokkaidō, y cercana a la capital, Sapporo.
La historia muestra la vida de dos estudiantes del tercer año de un instituto en Hokkaidō: Chise y Shuji. Chise es una chica tranquila, tímida y algo torpe, que declara su amor a Shuji, un típico estudiante con grandes rasgos atléticos para su edad, el cual no es muy bueno manejando este tipo de relaciones. Al principio existen dificultades para sobresalir como pareja, ya que ninguno de los dos sabe cómo expresar sus sentimientos.
Para aminorar esta situación, los dos comienzan a escribir un diario de vida compartido, en donde anotan todas las vivencias que tuvieran como pareja, siendo a la vez una pequeña historia de amor, que a la larga se convertirá en una historia sobre el fin del mundo.
Shuji no sabe que Chise le esconde un secreto: es el «arma definitiva», es decir, el arma más poderosa para la victoria de Japón en la Tercera Guerra Mundial.
Chise era un híbrido entre humano y máquina, que según las OVA, es una "arma bacteria" que se alimenta de la carne de su cuerpo. Esta disyuntiva hace que la niña tímida se vaya transformando lentamente en un arma de destrucción invencible que se frena sólo con la humanidad existente en ella, y la historia de amor que vive con Shuji.

## Personajes
A continuación una lista de los personajes más recurrentes dentro de la serie de manga y anime.

### Personajes principales
- Chise (チセ?), Es una estudiante de preparatoria, como Shuji. Algo tímida y torpe, Chise regularmente se disculpa por todas las cosas que hace, su lema en la vida es: "Quiero ser fuerte". Después de confesar su amor a Shuji como una prueba de coraje, ambos se enamoran. Por ser una candidata perfecta para la operación, Chise es transformada por el ejército en una Sentient (Persona convertida en un arma definitiva de la destrucción). En algunas batallas que pelea, ella cree que se está convirtiendo más en un arma que en humano, conforme pasa la serie Chise va perdiendo su humanidad convirtiéndose en ocasiones en una persona fría que disfruta matando con sus nuevos y destructivos poderes. Al final su amor por Shuji es lo último de humanidad que le queda. Queda implícito en el final del anime y el manga que Chise se ha convertido en una dios máquina por su inmortalidad y el poder destructivo.

- Shûji (シュヒ?), Es un estudiante de preparatoria como Chise. Una vez perteneció al equipo de atletismo. Es un poco distante y frío. Tuvo una relación amorosa a temprana edad (con una profesora en preparatoria, Fuyumi) por lo que confunde que es el amor, como consecuencia, no sabe como actuar con Chise, su segundo amor. Shuji también es distante con sus padres, siempre está pensando en Chise, y en que sus acciones la lastiman debido a la confusión con su primer amor. Cuando tenía 14 años, Fuyumi le pidió que huyera a Sapporo junto a ella, pero el miedo al compromiso hizo que Shuji no acudiera a la cita en la estación para huir a Sapporo.

- Akemi (アケミ?), Es amiga de Shuji y Chise desde la niñez y compañera de clase de ambos. Akemi asume el rol de defensora de Chise, en especial cuando se enfrenta a Shuji por la forma en que trata a Chise. Se enamora de Shuji desde temprana edad, pero encuentra poco razonable decirle todavía, porque es muy buena amiga de Chise y no desea lastimarla, porque Chise también lo ama. Akemi muere en brazos de Shuji, por consecuencias de un terremoto que hay en su ciudad.

- Atsushi (アツシ?), Es un amigo de Shuji, y Akemi desde la infancia, y el mejor amigo de Shuji. Consciente de que Chise se enamora de Shuji, Atsushi mantiene sus sentimientos por Akemi sin que se revelen, pero cree que llegó el momento para confesarlo, antes que él se vaya a la guerra. Atsushi sabe lo que Akemi siente por Shuji, pero lo único que quiere es amar a Akemi y no le importa si ella lo ama a él. Aún sabiendo que el amor de Akemi no es correspondido, Atsushi decide alistarse en el ejército para protegerla. Muere en el campo de batalla, al ser destruida la ciudad en la que estaba en esos momentos por Chise, sin poder olvidar a Akemi.

- Fuyumi (フジュミ?), Es una mujer que se vincula con el pasado de Shuji, ya que fue su instructora cuando él estaba en la secundaria. Existió una relación íntima detrás de ello, lo cual termina por razones desconocidas, e inclusive su matrimonio por la falta de su esposo Tetsu que fue a la guerra. Fuyumi propuso a Shuji que huyeran juntos a Sapporo, pero finalmente Shuji se hecho atrás y prefirió quedarse con su familia. En general, y a pesar de que lo ama, culpa a su marido y a la distancia por su actitud infiel.

- Teniente Tetsu (テツ?), Es el esposo de Fuyumi. El teniente Tetsu detestaba que le llamaran por su grado seguido de su nombre ya que el no quería ir a la guerra y dejar a su esposa. En el transcurso de la guerra conoció a la teniente Mizuki a la cual solía llamar "Líder del escuadrón", y tuvieron una especie de relación, pero ninguno de los dos se confesó sus sentimientos nunca, solo le encomendó a la teniente un encendedor que alguna vez le salvó la vida, como emblema de que alguna vez se volverían a ver. Tetsu también fue, según Chise, "La única persona que le trato como un ser humano" ya que él fue una persona cálida y amorosa con ella. Tetsu acaba muriendo por el enemigo en el campo de batalla, en brazos de Chise. Físicamente, es casi una versión adulta de Shuji.

- Teniente Mizuki (テニエンテ ミスキ?), Una mujer que debido a sus destacables cualidades como soldado y un accidente que la dejó inválida, fue una de las candidatas para convertirse en el arma definitiva, pero desgraciadamente los límites de su poder eran muy pequeños comparados con los de Chise; se enamoró del teniente Tetsu, su subordinado. Es una soldado muy fría y estricta, debido a que su padre fue soldado y se crio con la frase de su padre en mente "Proteger la Nación a costa de tu vida", pero a medida que conoce las emociones de Chise comienza a humanizarse. Podía saber lo que Chise pensaba, por eso le encomendaron cuidarla; finalmente pide reemplazar a Chise en una misión a pesar de saber que moriría cosa que aceptan su superiores para que las drogas estabilización duraran más. Tiempo antes de que muriera y se convirtiera en una héroe de guerra, Chise y ella se hicieron grandes amigas, por lo cual, le dejó sus últimas medicinas a Chise, las cuales más tarde le ayudarían. Este personaje solo lo podemos observar en las OVAS.

### Personajes secundarios
- Take (タケ?), compañero de instituto y amigo de Shuji. Es el primero en tener una novia en el grupo de amigos de Shuji. Mantiene una relación sentimental con Yukari, aunque tiene constantes discusiones con ella. Cuando va de compras al centro comercial de Sapporo con sus amigos, decide comprar un cuarzo rosa, lo que iba a ser un regalo para hacer las paces con Yukari. Take muere en el bombardeo, sujetando el cuarzo en la mano. Después de su muerte, sus compañeros deciden llevar flores y una foto a su antiguo pupitre de la escuela, como tributo.

- Nori (ノリ?), compañero de instituto y último de los amigos de Shuji. Nori es un estudiante ingenuo y tímido, pensaba que la guerra nunca llegaría a su ciudad, y que la gente iba a dejar de preocuparse por ella. Quiere desesperadamente tener una novia, y esta ligeramente celoso de Take, por tener una. Más tarde se enamora de una estudiante de segundo llamada Miho, pero se desconoce si sus sentimientos son correspondidos.

Aparentemente muere en uno de los ataques aéreos en Hokkaido, la madre de Shuji hace referencia a que todos los amigos de Shuji están muertos.
- Yukari (ジュカリ?), compañera de instituto y amiga de Chise. Es la novia de Take, y discutían constantemente antes de su muerte, pero aun así seguía enamorada de él. Tras la muerte de Take, decide dejar el instituto. A través de sus amigos, Yukari recibe el cuarzo rosa que Take iba a regalarle. Poco después, consigue un nuevo novio, pero decide no volver a enamorarse seriamente de nadie. Más tarde, se une a la patrulla del barrio para encontrar a un piloto de un caza enemigo que cayó en las montañas. Encuentra al piloto, accidentalmente, mientras buscaba el cuarzo que se le había caído. En un pequeño tiroteo, se matan entre sí. Momentos antes de morir, grita el nombre de Take y sujeta en la mano el colgante, simplemente como él hizo.

- Kawahara (カワアラ?), hombre de avanzada edad y responsable de la transformación de Chise en un arma. Suda mucho, por lo que siempre lleva un pañuelo en la mano. Su hija y su esposa murieron en bombardeo en Sapporo. Suele dar pastillas a Shuji, que son necesarias para que Chise inhiba su evolución. Es el único entre los mandos superiores que ve a Chise como una niña y no un arma. Cuando ella escapa con Shuji, los localiza y les entrega toda la medicina que quedaba; con el sentimiento de que su trabajo había terminado, se dispara en la cabeza, acabando así con su vida.

- Nakamura (ナカムラ?), joven soldado, aliado de Chise en la guerra. Nakamura admira mucho a Chise, y a menudo le dice que de no ser por sus habilidades y su tremendo poder, él no seguiría con vida. Es gravemente herido por fuego enemigo, cuando Chise no acude a una misión, prefiriendo ir a una cita con Shuji. Tetsu se apiada de él y decide dispararle para poner fin a su sufrimiento.

### Otros
- Comandante Îto (コマンダンテ イト?), hombre que se encarga del mantenimiento de Chise. Se vuelve loco al no poder comprender los límites de los poderes de Chise.

- Shingo (シンゴ?), compañero del ejército de Atsushi. Es una persona alegre y hace bromas a la gente, se lleva bien con Atsushi. Muere cuando su base militar es atacada.

- Hana (アナ?), la única mujer en el ejército. Tiene la edad de Atsushi, y se enroló en el ejército para poder vengar a su novio fallecido. Hana pierde la vida cuando el ejército enemigo la descubre mientras patrullaba. Nadie acudió en su ayuda cuando oyeron los disparos, ya que pensaron que fue el ruido de un tambor.

- Rei y Seiko (レイ イ セイコ?), Compañeras de instituto y amigas de Chise. Estuvieron delante de la confesión de los sentimientos de Chise a Shuji.

- Satomi (サトミ?), hermana pequeña de Akemi. Es una persona alegre y optimista, y a veces hace de "mensajera" entre Shuji y su hermana mayor, Akemi. Pertenece al equipo de atletismo, y está enamorada de Shuji.

- Iku (イク?), compañera de instituto y amiga de Satomi. Es parecida tanto física como mentalmente a Chise. Está enamorada de Shuji.

- Madre de Shuji (??), es una mujer no muy habladora, y siempre se preocupa por su familia. No se da cuenta de la madurez y responsabilidad de su hijo. Piensa que su hijo todavía es un niño, por lo que no apoyó a Shuji en la idea de irse del pueblo con Chise. Tiene una huerta a la que va con sus amigas, y de vez en cuando trae leche para el desayuno de Shuji.

- Padre de Shuji (??), hombre que trabaja como guarda forestal. Al contrario que su mujer, sí se da cuenta de que Shuji ya no es un niño, por lo que si apoyó a su hijo en la idea de marcharse de casa.

## Reparto
La serie en Latinoamérica fue distribuida por Xystus y se transmitió en el canal Animax. Fue doblada en Doblajes Paris, Cuernavaca, Morelos, México.
| Personaje | Seiyu                               | Voz en español (LA) |
| --------- | ----------------------------------- | ------------------- |
| Chise     | Fumiko Orikasa                      | Marisol Castro      |
| Shuji     | Shiro Ishimoda                      | Mauricio Valverde   |
| Akemi     | Yu Sugimoto Entonces Kaoru Mizuhara | Adriana Rodríguez   |
| Fuyumi    | Miki Itō                            | Mireya Mendoza      |
| Atsushi   | Tetsu Shiratori                     | Arturo Sian Vidal   |
| Tetsu     | Shinichiro Miki                     | Daniel Valladares   |

## Listado de episodios
Para consultar la lista de episodios de la serie siga el enlace:

## Publicaciones de Manga
El manga de Saikano fue publicado en 7 volúmenes. Su venta en Japón fue entre los años 2000 y 2001 por la editorial Shōgakukan. En Estados Unidos fue distribuido por VIZ Media entre los años 2004 y 2005, siendo lanzado un tomo en forma trimestral. La versión en español de Saikano (México) fue publicado por Grupo Editorial Vid.
A continuación se listan las fechas de lanzamiento de las publicaciones de los tomos de Saikano en sus distintas editoriales.
| Tomo | Lanzamiento en Japón Editorial Shōgakukan | Lanzamiento en Estados Unidos Editorial VIZ Media | Lanzamiento de Francia Editorial Éditions Delcourt | Lanzamiento en México Grupo Editorial Vid |
| ---- | ----------------------------------------- | ------------------------------------------------- | -------------------------------------------------- | ----------------------------------------- |
| 1    | 30 de mayo de 2000                        | junio de 2004 ISBN 1-59116-339-0                  | 24 de enero de 2003 ISBN 2-84789-028-9             | 14 de agosto de 2006                      |
| 2    | 29 de julio de 2000                       | septiembre de 2004 ISBN 1-59116-474-5             | 14 de marzo de 2003 ISBN 2-84789-057-2             | 5 de septiembre de 2006                   |
| 3    | 30 de noviembre de 2000                   | diciembre de 2004 ISBN 1-59116-475-3              | 13 de junio de 2003 ISBN 2-84789-060-2             | 26 de septiembre de 2006                  |
| 4    | 30 de marzo de 2001                       | marzo de 2005 ISBN 1-59116-476-1                  | 16 de agosto de 2003 ISBN 2-84789-061-0            | 30 de septiembre de 2006                  |
| 5    | 30 de junio de 2001                       | junio de 2005 ISBN 1-59116-477-X                  | 26 de septiembre de 2003 ISBN 2-84789-194-3        | 12 de abril de 2007                       |
| 6    | 30 de noviembre de 2001                   | septiembre de 2005 ISBN 1-59116-478-8             | 12 de diciembre de 2003 ISBN 2-84789-264-8         | 10 de mayo de 2007                        |
| 7    | 25 de diciembre de 2001                   | diciembre de 2005 ISBN 1-59116-479-6              | 24 de marzo de 2004 ISBN 2-84789-265-6             | 20 de junio de 2007                       |

## Love Story, Killed
Saikano, también tiene un spin-off, llamado Love Story, Killed. Esta historia narra la vida de un francotirador que mata al enemigo desde un bloque de pisos en ruinas. Su afición es coleccionar las armas de los soldados que mata. Al principio de la historia, se le ve matando a un grupo de soldados que estaban violando a una joven japonesa. Mientras recoge las armas de los soldados que acaba de matar, tiene una pequeña pelea con la joven, por coger una de las armas de los muertos. A pesar de eso, el francotirador lleva a la joven a su escondite ya que quiere tener sexo con ella. El francotirador revela que solo le quedan 5 balas, su última bala la tiene guardada en el bolsillo ya que es su amuleto de la suerte. Sin embargo, después de conocer mejor a la chica y tener relaciones sexuales con ella, lo que ahora tiene es miedo a la muerte. Cuando dispara a un escuadrón enemigo que anda en su búsqueda, erra en los disparos debido a su miedo y revela su posición. De repente, la chica aparece en la puerta con las municiones de los soldados que ha matado, diciendo que ahora tiene munición para matar más soldados y así poder seguir luchando en la guerra. Poco después, tres soldados enemigos aparecen detrás de la joven, matan al francotirador, luego violan y matan a la chica. Los soldados mueren dos días más tarde.

## Opening y Ending
- Opening: Koi Suru Kimochi (Sentimientos de amor) por Yuria Yato.
- Ending: Sayonara (Adiós) por Yuria Yato.